# Bruno Brígido
Bruno Brígido de Oliveira, noto semplicemente come Bruno Brígido (Criciúma, 9 marzo 1991), è un calciatore brasiliano, portiere dell'Académico de Viseu.

## Carriera
Cresciuto nel settore giovanile del Criciúma, ha esordito in prima squadra il 13 febbraio 2011 disputando l'incontro del Campionato Catarinense perso 3-2 contro il Marcílio Dias.

## Palmarès

### Club

#### Competizioni statali
- Campionato Catarinense: 1

Criciúma: 2013